# Champ magnétique planétaire

Le champ magnétique d'une planète ressemble à celui d'un aimant droit, incliné par rapport à l'axe de rotation

Un champ magnétique planétaire est un champ magnétique généré à l'échelle d'un corps planétaire. Sa source, qui longtemps fut une énigme scientifique, s'explique par un mécanisme appelé effet dynamo, qui est aussi à l'œuvre dans les étoiles. Cet effet explique l'existence d'un champ magnétique auto-entretenu par une interaction entre les courants de convection d'un fluide conducteur (fer liquide dans le cas de la Terre), la force de Coriolis et le champ magnétique lui-même.
C'est un mécanisme complexe, chaotique, dont aucun modèle numérique n'est encore capable de prédire l'ensemble des comportements. Il est sujet à des variations dont la manifestation la plus extrême est l'inversion des pôles.
Dans notre système solaire, Mars et Vénus ne possèdent pas de dynamo planétaire active. Outre la Terre, les seuls corps telluriques à en posséder une seraient Mercure, Ganymède et peut-être Io. Les géantes gazeuses possèdent un champ magnétique d'une amplitude considérablement plus importante. De nombreux corps, y compris des astéroïdes de relativement petite taille, ont pu posséder une dynamo active dans le passé. Mais un corps de petite taille se refroidit plus vite, si bien que les mécanismes de convection et avec eux la dynamo planétaire, s'arrêtent plus rapidement.

## Historique

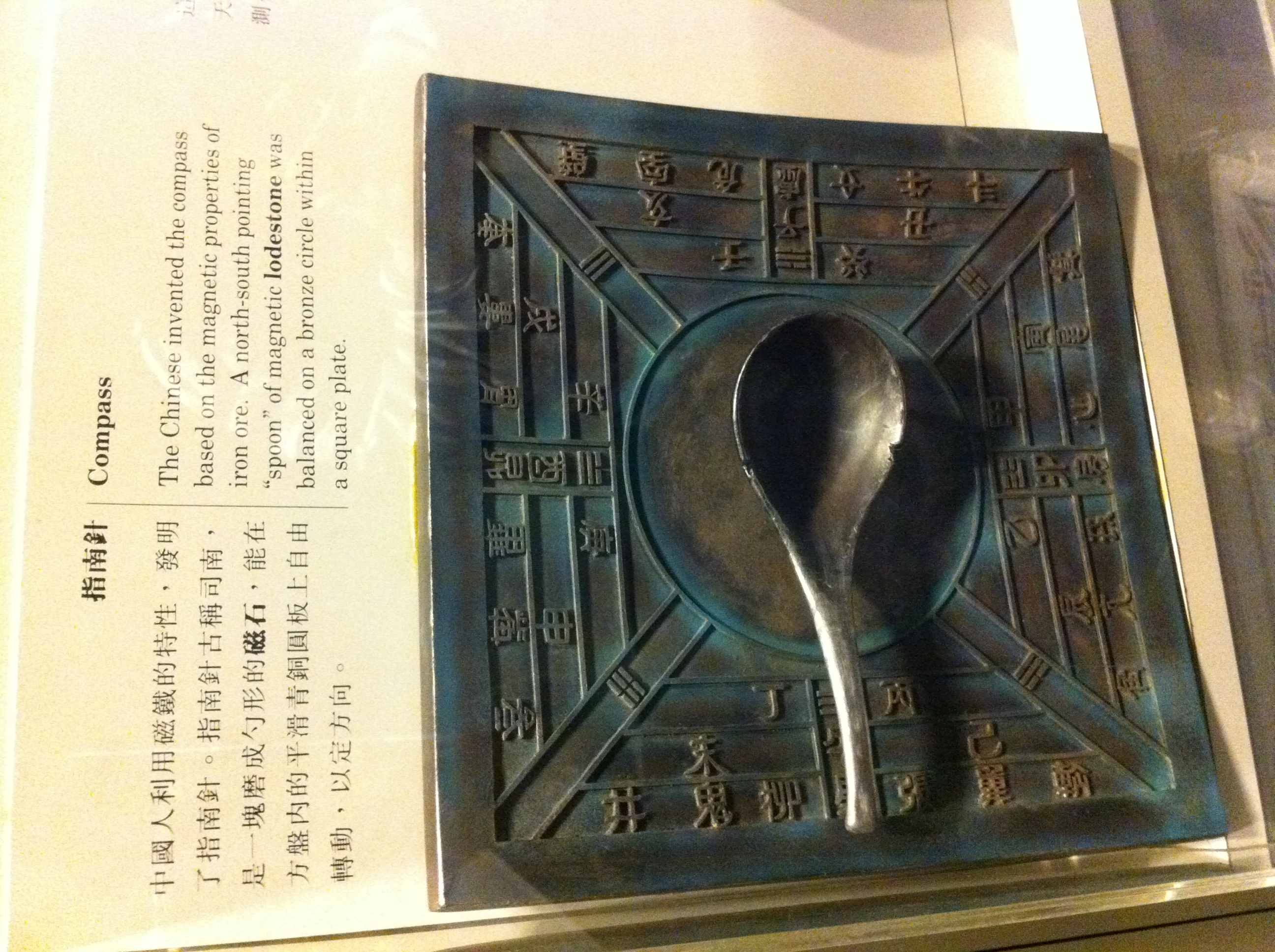
Boussole chinoise antique. Le manche indique le sud.

La boussole est connue en Chine depuis l'Antiquité (la date précise de son invention reste inconnue) et introduite ou réinventée en Europe et au Proche-Orient vers 1200. Aucune théorie n'existe alors pour expliquer son fonctionnement : les sources médiévales se contentent de constater que la boussole indique toujours la direction de l'étoile polaire.
En 1600, la notion de champ magnétique terrestre fait ses premiers pas avec William Gilbert, qui publie le premier ouvrage consacré au magnétisme, De Magnete, Magneticisque Corporibus, et de Magno Magnete Tellure (en) (« Du magnétisme, des corps magnétiques et du grand aimant Terre »). Il réalise par ailleurs une maquette appelée terrella, qui est une sphère aimantée. Il observe qu'une boussole placée sur la terrella indique toujours le même point et comprend ainsi que la Terre possède un champ magnétique global. Pour l'expliquer, il propose que l'ensemble de la planète possède une aimantation permanente, semblable à celle d'un minéral comme la magnétite. 
Peu après, Guillaume de Nautonier de Castelfranc mesure la déclinaison magnétique et comprend que, contrairement à ce que pensait Gilbert, le champ magnétique terrestre n'est pas aligné avec l'axe de rotation de la planète. Il représente le champ magnétique avec une première ébauche d'un modèle dipolaire, comparable à celui d'un aimant droit. À ce sujet, on appelle côté « nord » d'un aimant sa partie qui pointe vers le nord si on utilise cet aimant comme une boussole. En conséquence, si on considère la Terre elle-même comme un aimant, son côté « nord » est en fait au sud.
À la fin du XIXe siècle, il est admis que — contrairement à ce que pensait Gilbert — l'aimantation permanente de minéraux ne peut expliquer le champ magnétique à l'échelle d'une planète : les minéraux aimantables sont plutôt rares, et ils ne gardent leur aimantation qu'à des températures modestes (en dessous de leur température de Curie, une caractéristique découverte en 1895), donc seulement près de la surface d'une planète comme la Terre. On ne peut pas non plus attribuer le champ magnétique à un électroaimant, car on ne sait pas quelle source d'énergie pourrait compenser les pertes résistives.
La théorie de la dynamo planétaire fait ses premiers pas avec Joseph Larmor en 1919 : il explique le champ magnétique planétaire comme un phénomène auto-entretenu, dû aux mouvements du noyau liquide de la planète. À partir de 1941, Walter M. Elsasser rend ce modèle viable en y intégrant les courants de convection,.

## Modèle de la dynamo planétaire

Schéma des courants convectifs d'une dynamo planétaire

### Présentation générale
Le modèle attribue la génération du champ magnétique à des mouvements de fluides conducteurs : il s'agit de la partie liquide du noyau externe ferreux pour les planètes telluriques, et de l'hydrogène métallique dans le cas des planètes gazeuses. Une variante de la même théorie s'applique aux étoiles. Le champ magnétique d'une planète est un phénomène auto-entretenu. Ainsi, de façon contre-intuitive, il est nécessaire de le prendre en compte pour comprendre les phénomènes qui lui donnent naissance.

#### Origine des mouvements de fluides
Le mouvement des fluides conducteurs dans les intérieurs planétaires peut avoir plusieurs origines qui ne sont pas mutuellement exclusives. D'une part, le lent refroidissement des planètes et de leurs enveloppes fluides conduit à une extraction de chaleur vers l'extérieur, ce qui entraîne des mouvements de convection thermique,. Dans le cas des noyaux des planètes telluriques, des variations de concentration en éléments légers tels que le soufre ou l'oxygène peuvent donner lieu à des variations de densité du noyau liquide et donc à des mouvements. Ces variations de composition se produisent notamment du fait de la cristallisation du noyau externe. Les mouvements donnant lieu à la dynamo terrestre sont attribués aux mouvements de convectifs dans le noyau externe,. 
Des forçages mécaniques peuvent également être à l'origine de mouvements dans les enveloppes fluides des planètes,,. L'interaction gravitationnelle d'une planète avec d'autres astres conduit à des modifications de sa rotation sous la forme de mouvements de précession, de nutation et de libration. Les forces de marée causées par la présence d'astres voisins produisent également des variations de la forme des enveloppes fluides. Ces perturbations peuvent exciter des mouvements des fluides conducteurs qui sont à même de générer un effet dynamo. Si ce type de mécanisme de création de mouvement n'est pas avancé pour la dynamo terrestre actuelle, il a été proposé pour expliquer la signature magnétique d'autres corps telluriques tels que la Lune, ou Io.

#### Effets des forces de Coriolis et des forces magnétiques
Les mouvements de fluides entraînés par convection ou par forçage mécanique sont fortement influencés par la rotation. La force de Coriolis tend à organiser le mouvement suivant des tourbillons parallèles à l'axe de rotation de la planète.  
La présence d'un champ magnétique a deux conséquences sur les fluides conducteurs en mouvements. Le déplacement dans un champ magnétique donne lieu à une force électromotrice (induction), ce qui crée des courants électriques par phénomène d'induction électromagnétique,. En conséquence, d'une part le fluide subit des forces de Lorentz; d'autre part, les courants qui s'y produisent entretiennent le champ magnétique,.

### Équations principales
L'écoulement est gouverné par l'équation d'Euler à laquelle s'ajoute le terme de la force de Laplace :
{\displaystyle {\frac {\partial {\vec {v}}}{\partial t}}+({\vec {v}}\cdot {\vec {\nabla }}){\vec {v}}=-{\frac {1}{\rho }}\,{\vec {\nabla }}P+\nu \,\nabla ^{2}{\vec {v}}+{\vec {g}}+{\vec {j}}\wedge {\vec {B}}}
où :
{\displaystyle {\vec {v}}} est la vitesse,
{\displaystyle {\vec {\nabla }}} l'opérateur nabla,
{\displaystyle P} la pression,
{\displaystyle \nu } la viscosité cinématique,
{\displaystyle {\vec {g}}} l'accélération de la pesanteur,
{\displaystyle {\vec {j}}} la densité de courant,
{\displaystyle \wedge } l'opérateur produit vectoriel et
{\displaystyle {\vec {B}}} le champ magnétique.
L'autre équation fondamentale est celle de la diffusion magnétique :
{\displaystyle {\frac {\partial {\vec {B}}}{\partial t}}={\vec {\nabla }}\wedge ({\vec {v}}\wedge {\vec {B}})+{\frac {1}{\mu _{0}\sigma }}\nabla ^{2}{\vec {B}}}
où :
{\displaystyle \mu _{0}} est la perméabilité magnétique du vide et
{\displaystyle \sigma } la conductivité électrique.
Le phénomène physique traduit par cette équation aux dérivées partielles est le suivant : un fluide conducteur en écoulement tend à « emmener » les lignes du champ magnétique. À l'extrême, dans un fluide de conductivité infinie, les lignes de champ seraient totalement « gelées » dans le fluide et se déplaceraient avec lui, c'est le théorème d'Alfvén.

### Effets α et Ω
Ces deux effets sont dus à l’intégration par diffusion entre les lignes de champ magnétique et l'écoulement du fluide. L'effet Ω tend à convertir un champ poloïdal (orienté nord-sud) en champ toroïdal (lignes de champ entourant l'axe de rotation), l'effet α fait le contraire
.
L'effet α est provoqué par la tendance de l'écoulement à tourbillonner. Les lignes de champ sont étirées par le fluide, jusqu'à former des boucles qui se détachent des lignes initiales. L'effet Ω s'explique, lui, par les inhomogénéités dans la vitesse de rotation du fluide.

### Critères
La théorie du modèle dynamo et la comparaison des planètes (et principales lunes) du système solaire permet de définir un certain nombre de critères qui font qu'une planète possède, ou non, un champ magnétique auto-entretenu. Le corps planétaire considéré doit posséder un noyau ou un manteau liquide (ou partiellement liquide), ce qui exclut d'emblée les corps non différenciés. Le liquide en question doit être suffisamment conducteur : par exemple, une part importante du volume d'Encelade est liquide, mais il s'agit d'eau, aucun effet dynamo n'est possible. Il faut aussi que le corps soit encore en train de se refroidir, ce qui produit des courants de convection suffisants. Dans les planètes dont l'intérieur est largement refroidi, comme Mars, les courants convectifs sont arrêtés, et aucune dynamo planétaire ne peut fonctionner. 
Même lorsqu'un noyau liquide conducteur et des courants de convection sont présents, une dynamo auto-entretenue n'est pas forcément possible. Les chercheurs ont identifié des critères, exprimés sous forme de nombres adimensionnels, qui conditionnent l'effet dynamo.
Ainsi, le nombre de Reynolds magnétique, un de ces critères, exprime le ratio entre induction et diffusion magnétique. 
Il vaut {\displaystyle R_{m}=\mu _{0}\sigma vL}, où :
- {\displaystyle \mu _{0}} est la perméabilité du vide,
- {\displaystyle \sigma } est la conductivité électrique,
- {\displaystyle L} est la longueur caractéristique, c'est-à-dire la taille du milieu conducteur en écoulement,
- {\displaystyle v} est la vitesse caractéristique du fluide.

Il existe un nombre de Reynold magnétique critique, en dessous duquel aucun effet de dynamo auto-entretenue n'est possible. Ce seuil n'est pas constant, il est lui-même déterminé par d'autres données. Par exemple, la compressibilité du fluide handicape le fonctionnement d'une dynamo, ainsi une compressibilité élevée relève le seuil critique de nombre {\displaystyle R_{m}}.

### Un système complexe et chaotique
Une dynamo planétaire est un processus physique qui reste extrêmement difficile à modéliser. Il n'existe pas, en 2022, de modèle numérique complètement prédictif du fonctionnement de la « dynamo » d'un corps planétaire. D'une part, c'est un problème multiphysique, qui fait intervenir des équations relevant aussi bien de la mécanique des fluides que de l'électromagnétisme. En outre, les données sur le noyau terrestre, et a fortiori sur celui des autres planètes, restent fragmentaires : il n'existe aucun moyen d'observation directe, tout ce qui est connu du noyau terrestre est inféré des informations magnétiques, sismiques et gravimétriques.
Une dynamo planétaire est un système chaotique, où de petites perturbations peuvent aboutir à des basculements majeurs. L'illustration la plus flagrante en est le phénomène d'inversion. Il s'agit d'un phénomène chaotique, où les deux positions extrêmes de l'axe magnétique de la Terre (aligné dans un sens ou dans l'autre sur l'axe de rotation) représentent des attracteurs.

### Modèles comportementaux
Étant donné l'extrême complexité physique d'une dynamo planétaire, des modèles comportementaux ont été élaborés, suffisamment simples pour être mis complètement en équation ou testés en laboratoire, et capables de rendre compte de certains de ses comportements.

#### Bullard

Dynamo homopolaire de Bullard.

La dynamo homopolaire a été introduite par Edward Bullard, géophysicien britannique, dans les années 1950. Il s'agit d'une variante du disque de Faraday, qui, au lieu d'être placé dans l'entrefer d'un aimant, est connecté en série avec une boucle qui lui est coaxiale. La mise en équation qui suit est proposée par Moffatt, qui suggère de considérer un disque segmenté pour que le courant ne puisse circuler que dans la direction radiale.
Le flux à travers le disque s'écrit, en adoptant un système de coordonnées cylindriques (z = 0 sur le disque) : 
{\displaystyle \Phi (t)=\iint _{S}B_{z}(r,\theta ,0,t)\,r\,\mathrm {d} r\,\mathrm {d} \theta }
Le champ électrique induit sur un point du disque à une distance r de l'axe est : 
{\displaystyle {\mathcal {E}}(r)=2\pi \,\Omega \,r\,B_{z}}
où {\displaystyle \Omega } est la vitesse de rotation (radian/sec).
La différence de potentiel entre le moyeu et la périphérie du disque (force électromotrice) s'écrit en intégrant le terme ci-dessus le long d'un rayon. Le résultat se simplifie en : 
{\displaystyle e=\Omega \,\Phi }
On introduit les termes électriques R (la résistance du circuit), L (son inductance) et M (l'inductance mutuelle entre la boucle de courant et le disque de Faraday) :
{\displaystyle L{\frac {\mathrm {d} i}{\mathrm {d} t}}+R\,i=M\,\Omega \,i}
Bien entendu, le courant existant dans le disque soumis à un champ magnétique donne lieu à une force de Lorenz, laquelle exerce un couple qui, selon le signe, va l’accélérer ou le freiner. Ce couple s'écrit : 
{\displaystyle \Gamma =i\,\Phi }
On a donc, en introduisant un terme d'amortissement mécanique linéaire {\displaystyle \alpha } :
{\displaystyle J_{\Delta }{\frac {\mathrm {d} \Omega }{\mathrm {d} t}}=-\alpha \,\Omega +i\,\Phi }
Ce modèle simple permet déjà de rendre compte de certains comportements comme le caractère auto-entretenu du champ magnétique, la non-linéarité, et l'existence d'hystérésis, de bifurcations et de seuils. Un premier cas de figure est de considérer le disque tournant à une vitesse Ω constante, entraîné par un moteur externe. Tant que i et B sont nuls, le système est purement mécanique. Si une perturbation crée un courant (un champ) infinitésimal, deux cas sont possibles. Si le système est trop résistif ({\displaystyle R>\Omega M}), le courant sera évanescent. À l'inverse, si  {\displaystyle R<\Omega M}, le courant va être amplifié et augmenter « à l'infini », dans la limite bien sûr du couple que peut fournir le moteur externe. On a donc ici une génératrice,.

#### Rikitake

Modèle de Rikitake.

Le modèle de Rikitake revient à coupler deux dynamos de Bullard, chacune exposée au champ magnétique généré par une boucle de courant reliée à l'autre en série. Il a été publié en 1958 et différentes variantes ont été étudiées, en ajoutant des moteurs, des termes de dissipation, etc. Il a été utilisé pour représenter certains comportements des dynamos planétaires, mais aussi stellaires. Dans l'une de ses variations, les deux disques représentent deux composantes du champ magnétique, respectivement colinéaire et orthogonale à l'axe de rotation de la planète (ou de l'étoile).

#### Herzenberg, Lowes-Wilkinson
Le modèle d'Herzenberg est publié en 1958. Il prévoit deux sphères métalliques, mises en rotation selon des axes non parallèles immergés dans un liquide conducteur. L'auteur étudie ce système analytiquement dans un cas simplifié, il sera peu à peu généralisé dans des travaux suivants. Pour la première fois, il démontre théoriquement la possibilité d'une dynamo auto-excitée, résultat que Bullard n'avait pas pu obtenir. L'expérience de Lowes et Wilkinson en 1966, inspirée du modèle de Herzenberg, est le premier succès pratique.

#### Ponomarenko
La dynamo de Ponomarenko est un modèle publié en 1973 qui peut entièrement se résoudre analytiquement, et a ainsi facilité la détermination des critères permettant à une dynamo auto-entretenue de fonctionner. Elle considère un cylindre métallique rigide dont le mouvement est la somme d'une translation sur son axe et d'une rotation, à l'image d'une vis, avançant dans un milieu infini et également métallique.

#### Von Kármán

Dynamo de Von Kármán.

La dynamo de Von Kármán est schématisée ci-contre. Elle vise à reproduire, au laboratoire, les phénomènes propres à une dynamo planétaire. Elle utilise un volume de métal liquide (du gallium ou du sodium, liquides à des températures modérées) placé entre deux roues à palettes, qui peuvent tourner dans le même sens, ou en sens opposés, créant des mouvements tourbillonnaires. Des bobines de Helmholtz créent un champ magnétique variable, longitudinal ou transversal selon leur disposition, auquel le métal liquide est exposé. Ainsi, des courants induits apparaissent dans le métal, qui créent à leur tour un champ magnétique. Cette expérience a permis de reproduire le caractère auto-entretenu de la dynamo, d'observer les transitions α et ω, et, surtout, fournit des données qui permettent de valider et d'améliorer les modèles numériques. Les premières implémentations pratiques réussies de ce modèle datent des années 1990. Une itération de cette expérience, nommée VKS (Von Kármán Sodium), a fonctionné entre 2006 et 2009 au Centre CEA de Cadarache,.

## Description et caractérisation du champ d'une planète
Le champ d'une planète est représenté, en première approximation, comme le champ généré par un dipôle magnétique placé au centre de la planète. Pour obtenir un modèle plus fin, un quadrupôle magnétique, voir un octopôle, peuvent être ajoutés. Ils viennent corriger les différences entre les mesures et le champ du dipôle qui a été déterminé.

Dipôle ou quadrupôle magnétique
Champ magnétique d'un dipôle
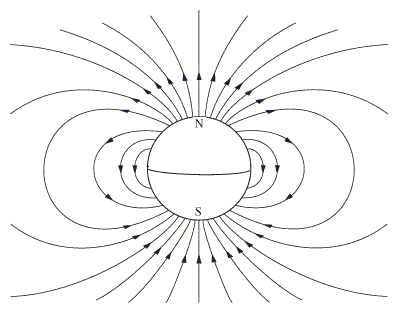
Champ dipolaire autour de la planète
Champ magnétique d'un quadrupôle

### Moment dipolaire
Le dipôle est caractérisé par son moment dipolaire (sa valeur), et par son orientation, c'est-à-dire l'angle qu'il forme d'avec l'axe de rotation de la planète. Ces paramètres sont déterminés par problème inverse à partir de mesure de champ magnétique effectuée en surface et/ou en orbite. Ils évoluent avec le temps.

### Développement en harmoniques sphériques
Le développement du champ magnétique en harmoniques sphériques consiste à décomposer le potentiel scalaire du champ autour d'un objet céleste (planète ou lune) en une somme de fonctions élémentaires, un peu à la manière d'une transformation de Fourier qui décompose une fonction périodique en une somme infinie (mais dénombrable) de sinusoïdes. Le potentiel scalaire V est tel que le champ magnétique {\displaystyle {\vec {B}}} soit l'opposé de son gradient : {\displaystyle {\vec {B}}=-{\overrightarrow {\nabla }}V}. Le développement en harmoniques sphériques est un outil d'analyse important.

## Magnétosphère

Structure de la magnétosphère

La magnétosphère est la zone environnant une planète possédant un champ magnétique propre, organisée par celui-ci. Le vent solaire, qui est un flux de particules électriquement chargées émis par le soleil, est dévié par le champ magnétique, grâce à l'action de la force de Lorenz. Ainsi, la magnétosphère « protège » la planète et son atmosphère contre une action excessive du vent solaire. L'interaction entre le vent solaire et le champ magnétique rend ce dernier asymétrique. Elle est aussi à l'origine de deux phénomènes d'intérêt : les aurores polaires et la ceinture de Van Allen.

## Autre formes de magnétisme

### Magnétisme induit
Lorsqu'un objet astronomique évolue dans le champ magnétique d'un autre, il est exposé à un champ magnétique variable. S'il contient des milieux conducteurs, comme des océans souterrains, cela donne naissance à des courants de Foucault. Ainsi, un astre qui ne possède pas de dynamo active peut avoir un champ magnétique induit, par l'influence de son voisin. Ce phénomène a été prouvé concernant Europe et Callisto, qui évoluent dans la magnétosphère de Jupiter.
Même un objet qui possède une dynamo active peut voir le comportement de celle-ci modifiée sensiblement par un champ externe. Deux corps du système solaire sont dans cette situation : Mercure et Ganymède. Tous deux possèdent une faible dynamo propre, tout en évoluant dans un champ magnétique important (respectivement, ceux du Soleil et de Jupiter).

### Magnétisme crustal
Le magnétisme crustal concerne les matériaux ferromagnétiques présents dans la croute d'une planète, orientés par l'effet du champ magnétique global. Ces matériaux ne peuvent être polarisés qu'en dessous d'une certaine température, leur température de Curie, ainsi ce type de magnétisme ne concerne qu'une zone proche de la surface. Des planètes comme Mars dont la dynamo planétaire est arrêtée possèdent encore un magnétisme crustal. Sur Terre, l'étude de roches comportant des inclusions ferromagnétiques permet de savoir quelle était l'orientation du champ magnétique global à l'époque où elles se sont solidifiées, ce domaine de recherche est le paléomagnétisme.

## Planètes telluriques du système solaire

### Mercure
Le champ magnétique de Mercure a été mesuré pour la première fois en 1974 par la sonde Mariner 10. Son intensité est faible : environ 1,1 % de celle du champ terrestre. Mais sa présence constituait déjà une surprise pour les scientifiques : la planète Mercure étant petite, il était supposé que la planète serait totalement refroidie, qu'elle n'aurait plus aucun courant de convection et donc aucun champ magnétique. Les travaux plus récents confirment que le champ magnétique de Mercure est bien dû à un effet dynamo, quoique faible.

### Vénus
Vénus ne possède aucun champ magnétique mesurable. L'absence de champ magnétique était une information surprenante. Les premières mesures montrant que Vénus n'avait pas un champ magnétique comparable à celui de la Terre ont été obtenues par la sonde Pioneer Venus. La planète a pourtant une taille et une structure similaires à la Terre. La comparaison entre les deux planètes est donc un moyen de comprendre les mécanismes qui expliquent le champ magnétique planétaire. L'échange de chaleur convectif entre le noyau de Vénus et son manteau sont pratiquement terminés. Cela expliquerait à la fois l'absence de champ magnétique sur Vénus et son manque d'activité tectonique depuis 500 millions d'années.

### Terre
La Terre possède le champ magnétique le plus important connu pour une planète tellurique. L'histoire du champ magnétique terrestre est connue grâce à l'étude de l'orientation des cristaux ferromagnétiques dans les roches, cette discipline est le paléomagnétisme. Le champ magnétique terrestre s'inverse de façon récurrente : au moins 40 fois au cours des dix derniers millions d'années, mais à des intervalles de temps très irréguliers. La présence du champ magnétique terrestre, et de la magnétosphère qui en résulte, a joué un rôle important dans l'habitabilité de la planète.

#### Lune
Le champ magnétique actuel à la surface de la Lune est très faible (moins d'un centième du champ magnétique terrestre) et non dipolaire. Sa répartition géographique est dominée par les bassins d'impacts, les plus faibles (inférieurs à 0,2 nT) se trouvant dans les bassins les plus grands et les plus récents, Mare Orientale et Mare Imbrium, tandis que les champs les plus forts (supérieurs à 40 nT) sont mesurés au-dessus des surfaces diamétralement opposées à ces mêmes bassins. Le champ magnétique lunaire est entièrement dû à la magnétisation des roches crustales, et aujourd'hui la Lune ne possède pas de champ magnétique planétaire dipolaire. La magnétisation peut être due en partie à des champs magnétiques transitoires générés lors d'impacts importants, mais la majeure partie de cette magnétisation est héritée d'une époque où la Lune possédait un champ magnétique global, à l'instar de la Terre et d'autres planètes.
La présence d'un champ magnétique global peu après la formation de la Lune est attestée par l'aimantation rémanente de ses roches les plus anciennes. Les études paléomagnétiques montrent qu'une dynamo lunaire a fonctionné entre au moins 4,25 et 1,92 Ga et qu'une période de champ élevé (avec une intensité moyenne du champ d'environ 77 μT en surface) a perduré entre 3,85 et 3,56 Ga, suivie d'une baisse de l'intensité de surface jusqu'en dessous de 4 μT vers 3,19 Ga. La baisse d'un ordre de grandeur des paléo-intensités lunaires entre 3,56 et 3,19 Ga s'est suivie d'une période de champ bas (intensités du champ de surface de l'ordre de 5 μT) puis d'une seconde et dernière période de déclin entre 1,92 et 0,8 Ga, qui s'est terminée par l'arrêt de la dynamo lunaire, signe d'une cristallisation complète du noyau lunaire. En 2024, les basaltes rapportés de la face cachée par la sonde chinoise Chang'e 6 montrent la présence d'une dynamo lunaire active vers 2,8 Ga et donc l'existence d'un rebond de l'intensité du champ magnétique après sa forte baisse vers 3,1 Ga.

### Mars

carte des anomalies magnétiques sur Mars : le champ dépasse localement le µT

Mars ne possède pas aujourd'hui de champ magnétique global. Néanmoins, certaines zones de la croûte sont aimantées et créent un champ magnétique local, à la manière des anomalies magnétiques sur Terre. L'étude de ce magnétisme crustal, couplé à l'observation des traces de volcanisme a permis de déterminer que Mars a possédé, au début de son histoire, une dynamo magnétique, qui a été active pendant une durée probablement comprise entre 500 et 800 millions d'années. Ensuite, le flux de chaleur est devenu trop faible pour qu'une convection ait lieu dans le noyau ferreux.

### Planètes naines
Il n'existe aucune mesure sur les éventuels champs magnétiques de corps comme Cérès ou Pluton. Il est généralement admis qu'aucune planète naine ne possède une dynamo planétaire active, au point que les missions d'étude de ces corps n'emportent pas d'instruments destinés à l'étude du magnétisme. Certains chercheurs considèrent cette omission dommageable, étant donné l'historique de surprises dans le domaine.

## Planètes géantes du système solaire

### Jupiter

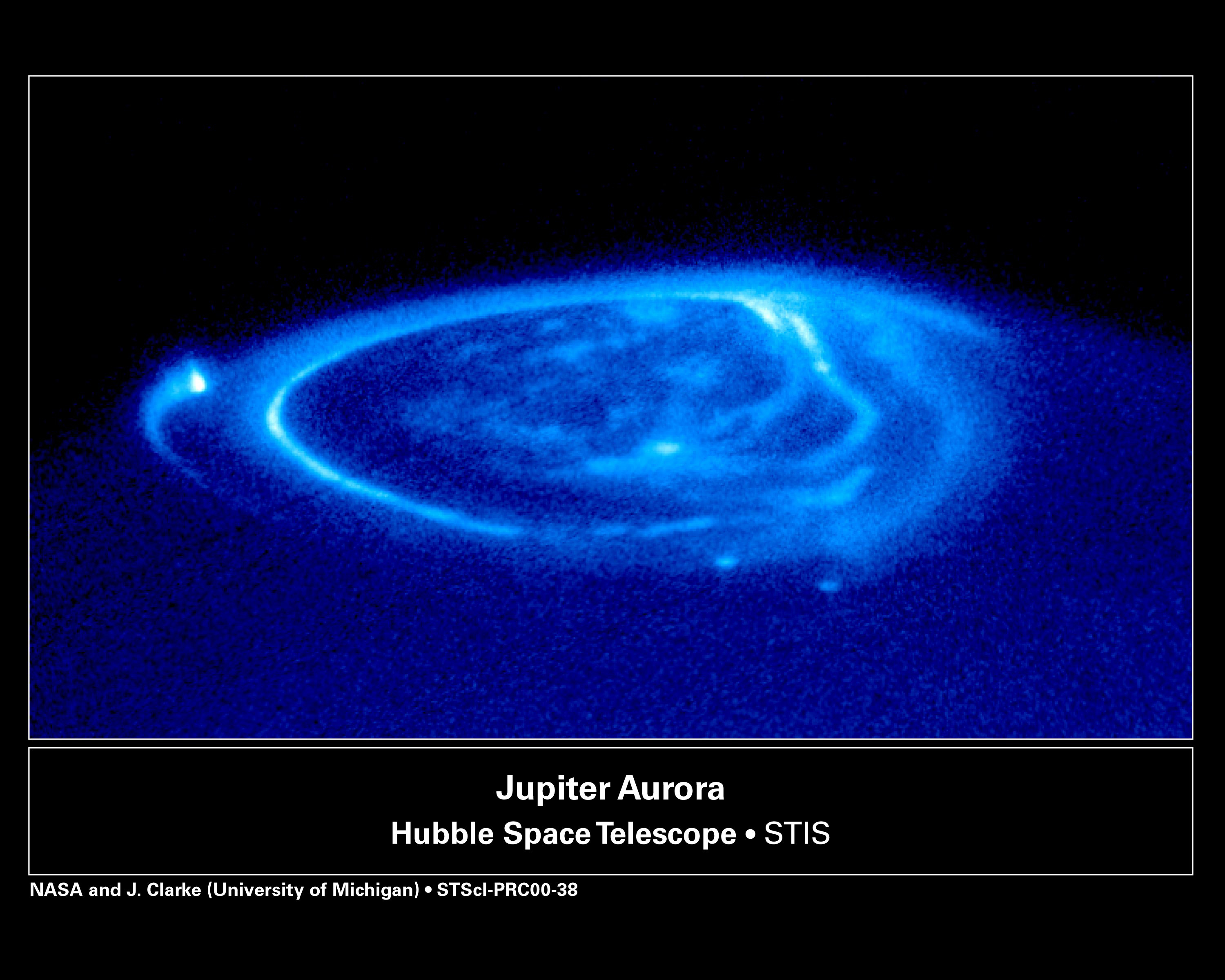
Aurore polaire sur Jupiter, observée par Hubble.

Jupiter possède le champ magnétique le plus puissant des planètes du Système solaire. Son moment magnétique est de 1,55 T m3, soit 20 000 fois celui de la Terre.
Contrairement aux autres planètes, l'existence d'un champ magnétique jovien a pu être attestée avant l'ère spatiale : en 1955, l'étude des émissions radio venant de cette planète a permis de mettre en évidence la présence d'aurores polaires, preuve indirecte de l'existence d'un champ magnétique global. L'effet Zeeman, c'est-à-dire le décalage des raies spectrales sous l'effet du champ magnétique, avait aussi pu être caractérisé depuis la Terre.
Des mesures directes du champ jovien ont été effectuées par quatre sondes des programmes Pioneer et Voyager. La sonde Juno, qui orbite Jupiter depuis 2016, contrairement aux quatre sondes précédentes s'en étaient seulement approchées, a fourni des informations beaucoup plus précises. Son orbite polaire lui permet en particulier de mesurer le champ magnétique dans l'axe de la planète, ce qui est une première concernant les planètes géantes.

#### Satellites galiléens
Les satellites galiléens possèdent chacun un faible champ magnétique, qui a pu être caractérisé grâce aux survols effectués par la sonde Galileo. Néanmoins, la question de savoir s'ils possèdent une dynamo active, et produisent donc leur champ magnétique de façon totalement autonome, ou si leur dipôle est induit par le champ magnétique jovien, n'est pas totalement tranchée. Concernant Io, il est très difficile de procéder à des mesures, car cette lune évolue si profondément dans le champ magnétique de Jupiter qu'il est difficile de distinguer son propre champ. Rien ne prouve la présence d'une dynamo active. Des travaux des années 2000 suggèrent qu'Io serait à l'équilibre thermique : la chaleur produite par les effets de marée dans son manteau serait suffisante pour qu'Io ne se refroidisse pas, il n'y aurait donc pas de courants de convection.
Europe et Callisto semblent n'avoir qu'un magnétisme induit. La meilleure explication actuelle repose sur leurs océans souterrains : l'eau liquide présente sur plusieurs kilomètres d'épaisseur serait le siège de courants induits suffisants pour expliquer leur réponse magnétique.
En revanche, dans le cas de Ganymède, la présence d'une dynamo active est probable, et son mécanisme principal serait la solidification du fer ou du sulfate de fer en périphérie de son noyau liquide.

### Saturne
Le champ magnétique de Saturne est connu grâce aux sondes Pioneer 11, Voyager 1 et Voyager 2, et plus récemment Cassini. Par ailleurs, des aurores polaires ont été observées depuis la Terre. La dynamo de Saturne est probablement similaire, physiquement, à celle de Jupiter. Une caractéristique remarquable du champ de Saturne est qu'il est parfaitement aligné sur l'axe de rotation de la planète.

#### Titan
Du fait de sa taille, Titan a longtemps été considéré comme susceptible de posséder une dynamo active et d'avoir en conséquence son propre champ magnétique. Mais la mission Cassini-Huygens a montré que non, ce qui a profondément changé la conception que les scientifiques se font de cette lune : considérée auparavant comme totalement différenciée et avec un noyau ferreux (à l'image de Ganymède), elle est vue aujourd'hui comme partiellement différenciée avec un noyau peu dense, et sans aucune convection active. Il pourrait exister un magnétisme induit, comme dans le cas des lunes joviennes, mais elle serait très faible : le champ magnétique de Saturne étant parfaitement axisymétrique, sa variation vue par Titan au cours d'une orbite est minime.

### Uranus et Neptune
Uranus et Neptune possèdent un champ magnétique très particulier, connu uniquement grâce aux mesures de la sonde Voyager 2, qui les a survolées respectivement en 1986 et 1989. Leur champ ne peut pas s'approcher simplement comme celui d'un dipôle. Il faut y ajouter un quadrupôle, dont la contribution en surface est aussi grande. De plus, leur axe magnétique n'est pas seulement incliné mais aussi décalé, c'est-à-dire qu'il ne passe pas par le centre de la planète,.
La nature inhabituelle, ni dipolaire, ni axisymétrique, du champ magnétique de ces deux planètes a pu être expliquée. Des travaux de simulation numérique ont montré qu'une telle configuration pouvait, dans des conditions bien précises, être retrouvée avec des modèles prenant en compte un effet dynamo limité à une zone assez petite autour d'un noyau fluide stable. La physique des dynamos de ces géantes de glace, dont l'intérieur contient énormément d'eau et d'ammoniac, reste très mal comprise.

## Astéroïdes
Des corps beaucoup plus petits que les planètes ou les lunes ont eu, au début de l'histoire du système solaire, un champ magnétique auto-entretenu.  Des astéroïdes différentiés possédant un noyau ferreux ont connu une phase de refroidissement pendant laquelle leur noyau était partiellement liquide et sujet à des courants de convection, certains sont passés par une phase où les conditions étaient réunies pour qu'une dynamo auto-entretenue soit possible. Cette période a été très courte, comparativement à des planètes comme la Terre : les effets d'échelle sont tels qu'un corps de petite taille se refroidit bien plus rapidement. À l'échelle d'un astéroïde, les modèles suggèrent que la convection thermique est peu efficace pour actionner une dynamo et que la convection de composition est plus efficace. Elle se produit lorsque le noyau a commencé à se solidifier, du fait de la solidification du soufre, du nickel et du fer à différentes températures. Un modèle numérique concernant un astéroïde d'un diamètre de 400 km a été publié. Il montre qu'une dynamo active a pu être possible pendant cinq millions d'années, commençant 5 millions d'années après l'événement d'accrétion formant le corps considéré. Ces périodes varient selon la composition de l'objet. 

Le champ magnétique des astéroïdes nous est connu par l'aimantation rémanente des météorites qui en proviennent. L'existence d'une aimantation rémanente dans des météorites de différents types, différenciées ou non, est connue depuis les années 1960, mais son décryptage est resté longtemps difficile. Les techniques de désaimantation contrôlée s'étant depuis considérablement améliorées, des résultats concluants se sont accumulés depuis le début des années 2000. De nombreuses météorites sont porteuses d'une aimantation thermorémanente dont on peut montrer qu'elle a été acquise quand la météorite était encore au sein de son corps parent. Ces corps parents possédaient donc un champ magnétique, et d'autres astéroïdes sans doute aussi.

### Météorites différenciées
- Majoritairement constituées d'un métal ferromagnétique, les météorites de fer sembleraient à première vue propices à la rétention d'une aimantation thermorémanente, qui témoignerait d'un champ magnétique créé par effet dynamo dans le noyau de leurs corps parents. L'aimantation des phases principales (kamacite et taénite) est en fait trop fragile (trop sensible à toutes les perturbations subies par la météorite), d'où le fait que les météorites de fer ont fait l'objet d'assez peu d'études paléomagnétiques[80]. Il existe cependant de petites zones troubles (cloudy zones) contenant de minuscules grains de tétrataénite, à l'aimantation beaucoup plus fiable (forte coercitivité). Mais les météorites de fer posent un autre problème : si elles proviennent du noyau d'un astéroïde différencié, leur température n'a dû descendre en dessous de la température de Curie qu'après la cristallisation du noyau et donc longtemps après l'arrêt de la dynamo. De fait, les zones troubles de Tazewell, une météorite du groupe IIICD, n'ont enregistré aucun champ magnétique[81]. D'autres types de météorites de fer sont plus prometteurs, notamment le groupe IIE (interprété comme provenant de poches de métal relativement superficielles) et le groupe IVA (refroidi particulièrement vite)[80].
- Les pallasites (des météorites mixtes métal-silicate), au moins celles du groupe principal, ont enregistré dans leur olivine[82] et dans leurs grains de tétrataénite[83],[84] un champ magnétique de longue durée (jusqu'à des centaines de millions d'années après l'accrétion[83],[84]), attribuable à une dynamo auto-entretenue liée à la convection solutale engendrée par la cristallisation progressive du noyau de leur corps parent[84].
- L'aimantation rémanente de l'eucrite ALH A81001, une achondrite basaltique formée il y a 3,69 milliards d'années, sans doute à la surface de l'astéroïde (4) Vesta, témoigne d'un champ magnétique d'au moins 2 µT à cette époque, sans doute dû à l'activité d'une dynamo dans le noyau métallique de Vesta[85].
- Le corps parent des angrites (des achondrites magmatiques) possédait un champ magnétique d'au moins 10 µT entre −4 564 et −4 558 Ma, disparu avant −3 700 Ma[86],[87].

### Météorites indifférenciées

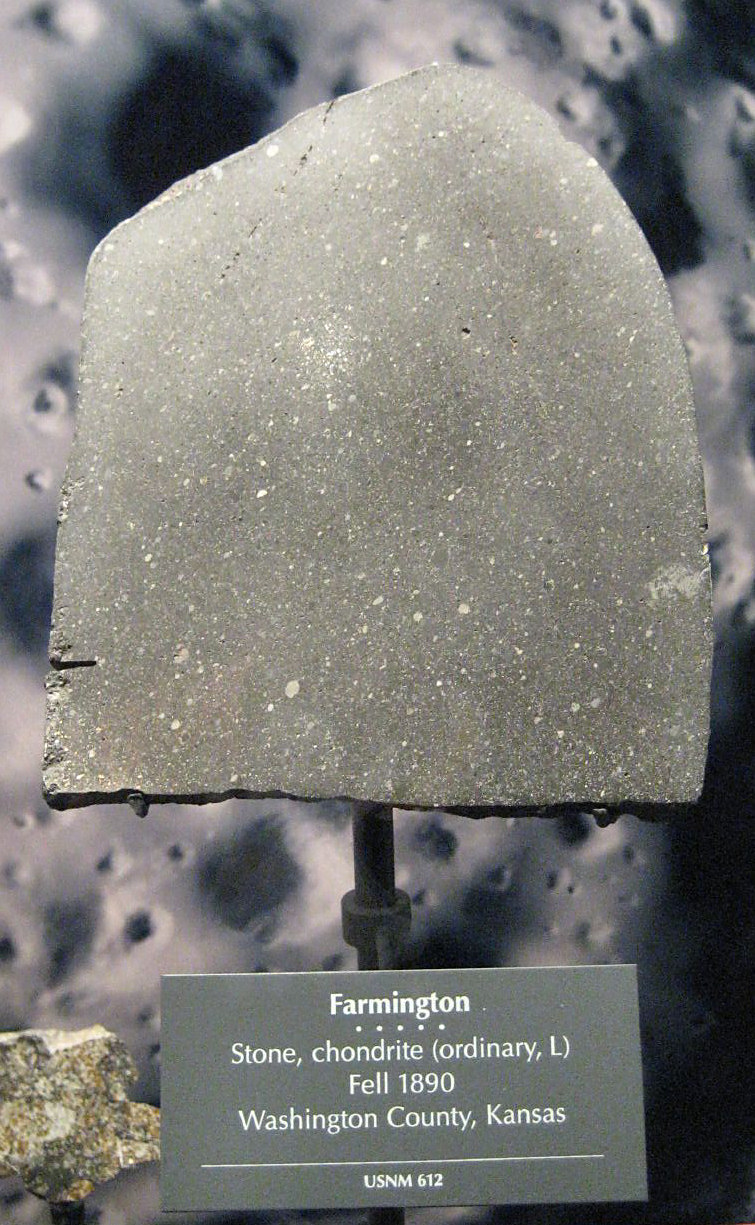
La météorite de Farmington.

- L'une des composantes de l'aimantation rémanente de la météorite de Murchison, une chondrite carbonée du groupe CM2, a été acquise pendant ou après la formation de son corps parent, en présence d'un champ magnétique d'au moins 0,2 à 2 µT[88]. La météorite d'Allende, une chondrite carbonée du groupe CV3, porte une aimantation thermorémanente acquise dans son corps parent à la fin d'un épisode de métamorphisme, dans un champ magnétique faible (< 8 µT), sans doute moins de 40 Ma après la formation des CAI[89]. Les chondres de la météorite de Vigarano, une autre CV[90], possèdent une aimantation thermorémanente acquise probablement lors de la rupture du corps parent 9 Ma environ après la formation des CAI, quand la dynamo de cet astéroïde était encore active[91].
- La météorite de Farmington, une chondrite ordinaire du groupe L5[92], possède une aimantation thermorémanente acquise dans son corps parent il y a moins de 520 Ma[93]. Les chondres de la météorite de Bjurböle, une chondrite ordinaire du groupe L/LL4[94], portent une aimantation thermorémanente qui témoigne que la dynamo du corps parent était encore active 80 à 140 Ma après le pic de son métamorphisme. La météorite de Portales Valley, une chondrite ordinaire du groupe H6, a de même enregistré un champ magnétique pendant des dizaines à des centaines d'années, environ 100 Ma après la formation du Système solaire[95].

Il semble ainsi que l'intérieur des corps parents des chondrites devait être différencié, au moins partiellement. Dans ce cadre, les chondrites proviendraient des couches externes de ces astéroïdes, non différenciées.

## Tableau comparatif
| Astre    | Moment (A m2) | Moment relatif à la Terre | Inclinaison par rapport à l'axe de rotation | Champ en surface (T), approximatif | Références |
| -------- | ------------- | ------------------------- | ------------------------------------------- | ---------------------------------- | ---------- |
| Mercure  | 4 × 1019      | 0.0005                    |                                             | 1 × 10−7                           | [ 96 ]     |
| Vénus    | Aucun         | 0                         | n/a                                         | infime                             | [ 49 ]     |
| Terre    | 7,84 × 1022   | 1                         | 11.5°                                       | 5 × 10−5                           | [ 96 ]     |
| Lune     | Aucun         | 0                         | n/a                                         | Champs locaux seulement            | [ 53 ]     |
| Mars     | Aucun         | 0                         | n/a                                         | Champs locaux seulement            | [ 59 ]     |
| Jupiter  | 1,55 × 1027   | 20000                     | 10°                                         | 4 × 10−4                           | ,          |
| Io       |               |                           |                                             | faible                             |            |
| Europe   |               |                           |                                             | 1 × 10−7                           |            |
| Ganymède | 1,32 × 1020   | 0.0017                    | 176°                                        | 2 × 10−6                           | [ 66 ]     |
| Callisto |               |                           |                                             | 4 × 10−9                           |            |
| Saturne  | 4,6 × 1025    | 600                       | <1°                                         | 5 × 10−5                           | ,          |
| Titan    |               |                           |                                             | faible                             |            |
| Uranus   | 3,9 × 1024    | 54                        | 60°                                         | 2 × 10−5                           | ,          |
| Neptune  | 2,2 × 1024    | 30                        | 47°                                         | 2 × 10−5                           | ,          |

## Exoplanètes
Des preuves d'interaction magnétique entre une exoplanète et son étoile ont été obtenues pour de nombreux Jupiter chauds. En 2019, l'intensité du champ magnétique à la surface de quatre de ces Jupiter chauds a pu être mesurée : entre 20 et 120 G. C'est dix à cent fois plus que ce que prédisent les modèles de dynamo pour les planètes ayant une période de rotation de 2 à 4 jours, mais en accord avec les modèles fondés sur le flux de chaleur à l'intérieur des planètes géantes. À titre de comparaison, cette intensité est de 4,3 G pour Jupiter et de 0,5 G pour la Terre.